# Bart Gets an "F"
«Bart Gets an "F"», llamado «Bart en suspenso» en España y «Bart reprueba» en Latinoamérica, es el primer episodio correspondiente a la segunda temporada de la serie animada Los Simpson, emitido originalmente el 11 de octubre de 1990. El episodio fue escrito por David M. Stern y dirigido por David Silverman.
Hasta el momento, es el capítulo más visto en Estados Unidos en la historia de la serie, con un índice de audiencia de 18.4 y un 29% de cuota según Nielsen Ratings, estimándose un número de 33,6 millones de espectadores. En este episodio Bart esta a punto de reprobar el año entonces hace un pacto con Martin para que lo ayude a estudiar.

## Sinopsis
La trama de este episodio se basa en las calificaciones de Bart, que son bastante bajas, y está en la cuerda floja: estas bajas notas le pueden llevar a repetir el año. Luego de una plática al respecto con sus padres la maestra Krabappel y el psícologo le dan a escoger dos cosas y él tiene que tomar una decisión, puede ya repetir el año, o aprobar el examen de historia. Aún tiene dos exámenes para hacer, y si aprueba solo uno, ya pasa al siguiente año. En el primero, solicita ayuda a las traicioneras Sherri y Terri, que le proporcionan información falsa. Esta información es escuchada por Martin Prince, quien le revela que todo lo que le dijeron es totalmente falso, Bart al enterarse y ver que no está listo para el examen finge estar enfermo para no presentarlo, después le pide a Milhouse lo que contestó, pero le da respuestas de un examen pésimo y lo reprueba.
Al saber que está cerca su última oportunidad, él se imagina estando en clase siendo ya adulto junto con su hijo Bart Jr. y su maestra Krapabbel ya anciana. 
Después, cuando ve a Martin lo inteligente que es, le pide que le ayude a estudiar para su examen y le ofrece ayudarlo, a cambio, enseñándole a ser un niño "genial" (y menos "nerd") y ser aceptado entre su grupo de amigos. Martin acepta el trato y aconseja cómo hacer en su habitación un clima de estudio adecuado, y Bart le enseña a disfrutar de algunos pillajes. Aunque Martin disfruta de ser un niño normal y comete menudas travesuras, no cumple con todo el trato, y Bart solo tiene un día para estudiar. 
El tiempo es poco, y no está nada preparado para el examen que tendrá, y es cuando antes de dormirse se pone a rezar pidiendo a Dios alguna cosa que evite tener clases al día siguiente, para poder estudiar y estar bien preparado. Su oración y lo que pidió se cumple, ya que a la mañana siguiente la ciudad amanece con una intensa nevada en plena primavera, en un hecho de lo más misterioso, y se suspenden labores en todos los lugares de trabajo, incluyendo las escuelas. Tras darse cuenta de la nevada, Bart quiere salir a divertirse con sus amigos con la nieve y el hielo, pero Lisa lo detiene, y le dice que lo escuchó rezar la noche anterior y es justo que se ponga a estudiar, pues se lo debe a Dios por haberle enviado ese milagro.  
Bart le da la razón y empieza a tratar de estudiar, pero esto se le dificulta ya que todos los habitantes de Springfield lo pasan en grande jugando en la nieve. Viendo toda la diversión que se pierde, al no poder concentrarse bien y sabiendo que está en riesgo de repetir el año, Bart, como último recurso, decide encerrarse en el sótano de la casa, e incluso se abofetea a sí mismo para tratar de concentrarse y ser mejor.
A la mañana siguiente, Bart finalmente acaba y entrega el examen, y pide a la maestra que se lo califique en ese momento. Todo pareció en vano, pues termina reprobando por una décima (5.9), lo que significa su repetición. Al ver su resultado, Bart rompe en llanto, y Krabappel intenta consolarle, diciéndole que ella pensaba que él ya estaba acostumbrado a suspender. Bart, entre lágrimas, le dice que esta vez sí se esforzó y compara su fracaso con la rendición de George Washington en Fort Necessity ante los franceses en 1754. La maestra revisa los libros y se da cuenta de que todo es cierto, y gracias a esa difícil y oscura referencia, Krabappel le da crédito extra y le otorga una décima más (6) a la calificación de Bart, y él finalmente aprueba. Bart grita de la alegría (incluso besa a la maestra en la mejilla) y sale muy contento de la escuela con su calificación. 
Momentos más tarde pegan el examen aprobado en el refrigerador, Homer le dice lo orgullosos que están de él y su 6, pero Bart les agradece diciendo que parte de ese 6 pertenece a Dios.

## Producción

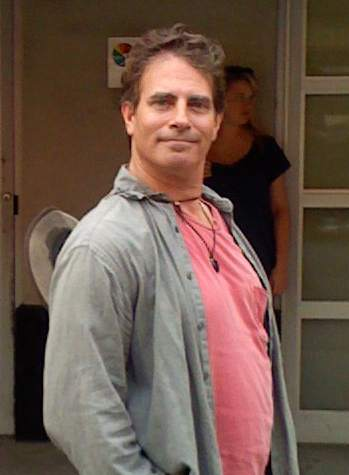
David Silverman, director del episodio

"Bart Gets an "F"" fue el primer episodio en ser escrito por David M. Stern y fue dirigido por  David Silverman. Durante el verano de 1990, la naturaleza rebelde de Bart hizo que algunos padres conservadores lo consideraran como un pobre modelo para los niños mientras que varias escuelas públicas estadounidenses prohibieron camisetas con Bart junto a leyendas tales como "I'm Bart Simpson. Who the hell are you?" ("Soy Bart Simpson. ¿Quién diablos es usted?") y "Underachiever ('And proud of it, man!')" ("¡Fracasado y orgulloso de ello!"). Varios críticos pensaron que el episodio fue una respuesta a estas controversias. Sin embargo, el productor ejecutivo James L. Brooks respondió que no lo era, pero agregó "estamos conscientes de ello. Yo creo que es importante para nosotros que Bart se porte mal en la escuela. Hay estudiantes así. Además, soy muy cuidadoso de la televisión donde se supone que todo el mundo es un modelo a seguir. No encuentras con muchos modelos a seguir en la vida real, ¿por qué la televisión se llena de ellos?". Sam Simon comentó "hay temas de los shows que hicimos el año pasado, temas importantes, creo que es un tributo a lo bien que los ejecutaron que nadie se dio cuenta de que teníamos un punto".
Bart dice "Cowabunga" por segunda vez (la primera vez fue en The Telltale Head), la coletilla se asocia comúnmente con Bart gracias a su uso como lema en camisetas. En este episodio aparece por primera vez el alcalde Quimby aunque sólo se le nombra como "alcalde". 
La banda de alcalde se añadió más tarde porque los escritores temían que los espectadores no lo reconocerían.
En este episodio se presentó una nueva secuencia inicial, que fue acortada por quince segundos de su longitud original de aproximadamente 1 minuto, 30 segundos. La secuencia de apertura de la primera temporada mostró Bart robando una señal "Bus Stop"; mientras que en la nueva secuencia Bart patina entre varios personajes que se habían introducido en la temporada anterior. A partir de esta temporada, habría tres versiones de la apertura: la versión completa de aproximadamente 1 minuto 15 segundos, una versión de 45 segundos y una versión de 25 segundos. Esto dio a los editores de la serie más margen de maniobra.
David Silverman cree que los animadores comenzaron a "entrar en su cuenta", ya que se había acostumbrado a los personajes y fueron capaces de lograr más con la actuación de caracteres. Durante la escena en la que Bart pronuncia un discurso en el que afirma que es "tonto como un poste ", Silverman quería cortar desde varios ángulos muy rápidamente para dar una sensación de ansiedad. El diseño de Martin Prince fue cambiado varias veces durante el episodio. Había un modelo diferente que tenía los ojos más grandes y más salvaje de pelo diseñadas para la escena en la que Martin traiciona a Bart y sale corriendo. Silverman describe la secuencia de "El Día de la Nieve" como una de las cosas más difíciles que jamás tuvo que animar. Cuenta con varias bandejas largas que muestra muchos personajes diferentes que participan en diversas actividades, lo cual era difícil de sincronizar correctamente.
La fantasía de Bart donde ve a los padres fundadores de los Estados Unidos utiliza colores apagados y variaciones de rojo, blanco y azul. Silverman también tuvo que trabajar duro para hacer que Bart grite sin hacer que su diseño se vea muy desagradable, y esta es la razón por la que se demostró que cubre su rostro con un trozo de papel.